# Hillevi Martinpelto
Hillevi Martinpelto, född 9 januari 1958 i Älvdalen och uppvuxen i Hedemora, är en svensk operasångare (sopran).
Martinpelto är utbildad vid Kungliga Musikhögskolan och Operahögskolan, båda i Stockholm.

## Operakarriär
Hillevi Martinpelto debuterade som operasångare på Kungliga Operan 1987 i rollen som Cio Cio San i Giacomo Puccinis Madama Butterfly. Bland hennes andra roller på Kungliga Operan märks Donna Anna i Don Giovanni, Grevinnan i Figaros bröllop, Pamina i Trollflöjten, titelrollen i Aida, Elisabeth i Don Carlos, Desdemona i Otello, Leonora i Trubaduren, Elsa i Lohengrin och Elisabeth i Tannhäuser.
Martinpelto har även sjungit på Göteborgsoperan och Drottningholmsteatern och gjort operaframträdanden i bland annat Los Angeles, Paris, London, Berlin, Milano, Hamburg, Chicago, Florens, München, Tokyo och Hongkong. Hon har sjungit med dirigenter såsom John Eliot Gardiner, René Jacobs, Zubin Mehta, Carlo Maria Giulini, Riccardo Muti, Simon Rattle, Jeffrey Tate, Frans Brüggen, James Conlon, Roger Norrington, med flera.
Martinpelto har spelat in flera cd-skivor, bland annat Idomeneo, Titus, Figaros bröllop, Così fan tutte, Oberon, Leonore, Don Carlos, Falstaff, Gustav III och flera konsertanta verk så som h-mollmässan och Missa solemnis.

## Privatliv
Hillevi Martinpelto är dotter till Jouko Martinpelto och Birgitta Sehl. Hon är gift med Bengt Karlsson sedan 1986.

## Priser och utmärkelser
- 1983 – Martin Öhmans stipendium
- 1987 – Jussi Björlingstipendiet
- 1988/89 – Operapriset av Tidskriften OPERA
- 1990 – Birgit Nilsson-stipendiet
- 2002 – Ledamot nr 945 av Kungliga Musikaliska Akademien
- 2004 – Litteris et Artibus
- 2006 – Hovsångerska

## Diskografi
- Larsson, Lars-Erik, Förklädd Gud (God in disguise). Med Håkan Hagegård. Swedish Radio Symphony Orchestra. Dir. Esa-Pekka Salonen.  Sony classical. CD. Svensk mediedatabas.
- Rezia i von Webers Oberon Orchestre révolutionnaire et romantique Dir. J. Gardiner. Philips 475 6563. (2 CD).
- J. S. Bach: Mass in B Minor, Masses BWV 233–236. Dir. Philippe Herreweghe. Med Barbara Schlick, Agnes Mellon, Hillevi Martinpelto, Charles Brett, et al. Virgin Classics. (www.amazon.co.uk.). Läst 8 januari 2014.
- Donna Anna i Mozarts Don Giovanni. Glyndebourne Festival Opera. Dir. Yakov Kreizberg. DVD. Kultur Video. (www.amazon.co.uk). Läst 25 september 2014.
- Fiordiligi i Mozarts Così fan tutte. Dir. Sir Simon Rattle. EMI Classics 7243 5 56170 2 6. Svensk mediedatabas.
- Elisabeth de Valois i Verdis Don Carlos. Med Peter Mattei, Bengt Rundgren, Martti Wallén, Jaakko Ryhänen. Dir. Alberto Hold-Garrido. Naxos 8.660096-98e. Svensk mediedatabas.
- Ingeborg i Ivar Hallströms Den bergtagna. Dir. Alan Hacker. Sterling CDO-1001/2-2. Svensk mediedatabas.
- Grevinnan i Mozarts Le Nozze di Figaro (The Marriage of Figaro). Dir. John Eliot Gardiner. Archiv Produktion 439 871-2. Svensk mediedatabas.
- Leonore i Beethovens Fidelio. Dir. John Eliot Gardiner. Deutsche Grammophon 453 719-2. Svensk mediedatabas.
- Electra i Mozarts Idomeneo, re di Creta. Dir. John Eliot Gardiner. Archiv 431 674-2 (431 675-2--431 677-2). Svensk mediedatabas.
- Haeffner, Johann Christian Electra. Tragediopera i tre akter = tragedy opera in three acts. Dir. Thomas Schuback. 1993. Caprice CAP 22030:1-2/MS CD 427-428. Svensk mediedatabas.
- Haeffner, Naumann, Uttini Gustaviansk opera. Dir. Thomas Schubck. 1991. Musica Sveciae MSCD 426. Svensk mediedatabas.
- Ceres i Johan Martin Kraus Proserpin. Opera i en act. Dir. Mark Tatlow. Musica Sveciae MSCD 422-423. Svensk mediedatabas.
- Songs from the north. Matti Hirvonen, piano. Phaedra 292 004. Svensk mediedatabas.
- Kungunde i Louis Spohrs Faust. Dir. Klaus Arp. Capriccio 60049-2. Svensk mediedatabas.
- Roman, Johan Helmich, Then svenska messan. Dir. Anders Öhrwall. Musica sveciae Ms 401. Svensk mediedatabas.
- Alice Ford i Verdis Falstaff. Dir. John Eliot Gardiner. 2001. Philips 462 603-2. Svensk mediedatabas.
- Alice Ford i Verdis Falstaff. Med Ingrid Tobiasson, Loa Falkman m.fl. Kungliga hovkapellet. Dir. Pier Giorgio Morandi. 2008. House of Opera CD12136. (www.operapassion.com). Läst 15 januari 2013.
- Dottern i Ingvar Lidholms Ett drömspel. Opera i förspel och två akter = A dream play : opera in a prelude and two acts. Caprice CAP 22029:1-2. Svensk mediedatabas.
- Amelia i Verdis Gustavo III. The uncensored version of Un ballo in maschera. Chorus and Orchestra of the Gothenburg Opera House. Dir. Maurizio Barbarini. Dynamic CDS 426/1-2. Svensk mediedatabas.
- Io son l'umile ancella del genio creator. Arior ur kända operor. 2009. Dalasinfoniettan. Dir. Bjarte Engeset. Piano Matti Hirvonen. Swedish Society Discofil SCD 1141.